# Euphaedra subferruginea
Euphaedra subferruginea är en fjärilsart som beskrevs av André Guillaumin 1976. Euphaedra subferruginea ingår i släktet Euphaedra och familjen praktfjärilar. Inga underarter finns listade i Catalogue of Life.